# Ministerium für Unternehmen und Made in Italy

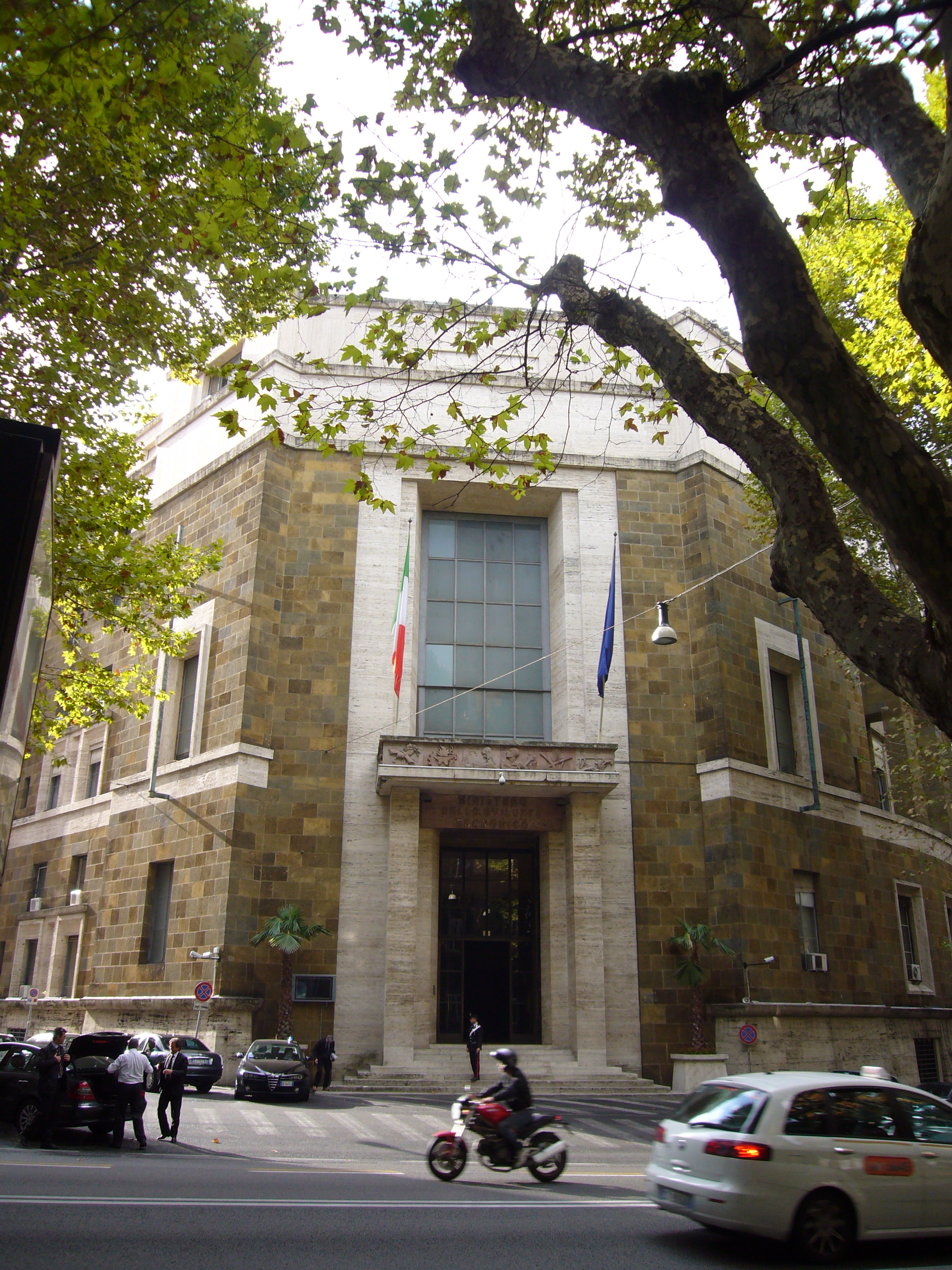
Palazzo Piacentini, ehemals Palazzo delle Corporazioni

Das Ministerium für Unternehmen und Made in Italy (italienisch Ministero delle imprese e del Made in Italy), kurz MIMIT, früher Ministerium für wirtschaftliche Entwicklung (italienisch Ministero dello sviluppo economico, kurz „MiSE“), ist ein Ministerium der italienischen Regierung. Es hat seinen Hauptsitz im Palazzo Piacentini in der Via Veneto in Rom. Derzeitiger Minister ist seit 2022 Adolfo Urso.
Das Ministerium für Unternehmen und Made in Italy ist das Wirtschaftsministerium Italiens. Daneben gibt es noch das Ministerium für Wirtschaft und Finanzen, das jedoch trotz seines Namens in erster Linie ein Finanzministerium ist und nur wegen der Verwaltung von Staatsbeteiligungen auch Wirtschaftsministerium genannt wird. Die erste Bezeichnung war „Ministerium für Industrie und Handel“.

## Organisation und Aufgaben
Die politische Führung besteht aus dem Minister und aus zwei bis vier Staatssekretären. Das Ministerium untergliedert sich im Wesentlichen (Stand 2024) in vier Hauptabteilungen, zuständig für die Industriepolitik, für Digitalisierung und neue Technologien, für Marktangelegenheiten, Marken- und Konsumentenschutz sowie für unterstützende Aufgaben. Die Hauptabteilungen untergliedern sich weiter in Abteilungen („Generaldirektionen“) und kleinere Organisationseinheiten. Einer Abteilung ist das italienische Patentamt angegliedert, einer anderen Abteilung die regionalen Außenstellen des Ministeriums in Italien. Vor der Einführung der Hauptabteilungsebene im Jahr 2024 hatte das Ministerium einen Generalsekretär als Amtschef, der die seinerzeit bis zu 15 Abteilungen („Generaldirektionen“) des Ministeriums koordinierte.
Zum Geschäftsbereich gehören einige wissenschaftliche Beiräte und Institute. Das Ministerium beaufsichtigt die rund 60 italienischen Industrie- und Handelskammern, die Betriebsansiedelungsagentur Invitalia, das italienische Kartellamt und, eingeschränkt, verschiedene andere Regulierungsbehörden. Die Aufgaben der ehemaligen Außenhandelsinstitute wurden unlängst vom Außenministerium übernommen.

## Geschichte
Die Geschichte geht zurück auf das Königreich Sardinien-Piemont, aus welchem im Jahr 1861 das Königreich Italien entstand.
Am 7. Dezember 1847 wurde in Turin das neue Staatssekretariat für öffentliche Arbeiten, Landwirtschaft und Handel errichtet. Im Zug der Revolution von 1848 und der oktroyierten Verfassung Karl Alberts (Statuto Albertino) wurden die Staatssekretariate in Ministerien umbenannt. Bei dieser Gelegenheit teilte man das Staatssekretariat für öffentliche Arbeiten, Landwirtschaft und Handel im August 1848 in das Ministerium für öffentliche Arbeiten und in das Ministerium für Landwirtschaft und Handel auf. Letzterem schlug man 1850 auch das Marineministerium zu, bis das Ministerium für Marine, Landwirtschaft und Handel im Jahr 1852 aufgelöst wurde. Diese Verschiebungen und Auflösungen waren vor allem im Interesse des langjährigen Ministers und Ministerpräsidenten Camillo Benso von Cavour, der verschiedene Teile der Regierungsgeschäfte trotz formaler Amtswechsel unter seine Kontrolle behalten wollte.
Im Zug der Einigung Italiens unter dem Haus Savoyen entstand am 5. Juli 1860 das Ministerium für Landwirtschaft, Industrie und Handel. Als solches bestand es, von einer kurzen Unterbrechung zwischen 1877 und 1878 abgesehen, bis zum 22. Juni 1916, als es in ein Landwirtschaftsministerium und in ein Ministerium für Industrie, Handel und Arbeit geteilt wurde. Diese Ministerien gingen 1923 unter Benito Mussolini im neuen „Ministerium für Nationale Wirtschaft“ auf, das jedoch schon 1929 wieder aufgelöst wurde. Den Bereich für Industrie, Handel und Arbeit übernahm das 1926 eingerichtete „Korporationenministerium“. Für letzteres wurde in Rom der Palazzo delle Corporazioni erbaut und später nach dem Architekten Marcello Piacentini benannt. Nach der Absetzung Mussolinis nahm es im Sommer 1943 wieder die Bezeichnung Ministerium für Industrie, Handel und Arbeit an. 1946 wurde der Bereich Außenhandel in ein eigenes Ministerium ausgegliedert, 1947 die Zuständigkeit für Arbeit an das neue Ministerium für Arbeit und Sozialvorsorge übertragen. 1966 erfolgte eine Umbenennung in Ministerium für Industrie, Handwerk und Handel.
Eine ab 1997 von der damaligen Mitte-links-Regierung eingeleitete Reform der italienischen Ministerialbürokratie (nach dem zuständigen Minister Franco Bassanini als Bassanini-Reform bezeichnet) bildete die Grundlage für die Zusammenlegung und Neuordnung verschiedener Ministerien in Italien. Von 1999 bis 2001 kam es dann zu den tiefgreifenden organisatorischen Reformen, in deren Zug das Ministerium für Industrie, Handwerk und Handel mit dem Ministerium für Außenhandel und mit dem Kommunikationsministerium (ehemals Postministerium) fusioniert wurde und die neue Bezeichnung „Ministerium für produktive Aktivitäten“ („Gewerbeministerium“) erhielt. 2006 erfolgte die Umbenennung in „Ministerium für wirtschaftliche Entwicklung“, als das neue Ministerium vom Ministerium für Wirtschaft und Finanzen die Hauptabteilung für wirtschaftliche Kohäsion und Entwicklung erhielt, ohne dass es dabei beim Wirtschafts- und Finanzministerium zu einer Namensänderung gekommen wäre. In den Jahren danach erfolgten verschiedene interne Neuordnungen. 2021 gab das Ministerium die Zuständigkeit für Rohstoff- und Energiepolitik an das Umweltministerium ab, das deswegen in Ministerium für Umwelt und Energiesicherheit umbenannt wurde.